# Éric Frechon
Pour les articles homonymes, voir Fréchon.
Éric Frechon, né le 16 novembre 1963 à Corbie dans la Somme, est un chef cuisinier français. 
Meilleur ouvrier de France, il a été pendant vingt-cinq ans le chef du restaurant Épicure  à l'hôtel Le Bristol à Paris, triplement étoilé au Guide Michelin de 2009 à 2024.

## Biographie
Éric Frechon est issu d'une lignée de cultivateurs puis de marchands de primeurs. Son grand-père maternel était un marchand de vin. Sa mère fut d'abord teinturière, avant de se reconvertir dans la librairie.
De 1978 à 1980, Éric Frechon étudia à l'école hôtelière de Rouen où il obtint son BEP-CAP.
La même année, Éric Frechon obtient son premier poste de commis à Paris, au restaurant La Grande Cascade sous la direction de Jean Sabine. Deux ans plus tard, en 1982, il découvre pour la première fois les cuisines du Bristol Paris en tant que commis auprès d’Émile Tabourdiau. Après son service militaire effectué au service sommellerie du Cercle National des Armées, il entre au Taillevent en 1984 où il passe rapidement de commis de cuisine à chef de partie.
En 1986, il part en Espagne pour être second de cuisine à l’hôtel Biblos Andaluz aux côtés de Patrick Bausier. Deux ans plus tard, Éric Frechon revient en France pour être second de cuisine à La Tour d’Argent sous la direction de Manuel Martinez. La même année, il devient second de cuisine du restaurant Les Ambassadeurs de l’Hôtel de Crillon sous la direction de Christian Constant. En 1993, il devient Meilleur ouvrier de France. En 1995, il ouvre son premier restaurant, La Verrière d’Éric Frechon, bistrot gastronomique parisien.
En 1999, il devient chef du restaurant du Bristol Paris. Il décroche dès son arrivée une première étoile au Guide Michelin puis une seconde deux ans plus tard. En 2009, le restaurant obtient la troisième étoile Michelin. Il est chef de l'établissement pendant vingt-cinq ans, le quittant en mars 2024.
En mars 2024 il est décoré de l'Ordre français du rayonnement gastronomique (grade de Chevalier).
Après son départ du Bristol, il signe la carte de la brasserie du palace marocain le Royal Mansour à Casablanca. En octobre 2024, il ouvre un restaurant gastronomique, La Table, dans l'établissement le Royal Mansour Tamuda Bay, où il marie cuisines marocaine et japonaise. 
Il est marié à Clarisse Ferreres-Frechon.

## Décorations
- Officier de la Légion d'honneur (2024), Chevalier le 6 mars 2008[10]

## Ouvrages
- Tout ce que vous devez avoir goûté au moins une fois dans votre vie, éditions du Chêne, 2003
- Éric Frechon, un chef dans ma cuisine, Solar, 2009
- Éric Frechon, livre de chef, Solar, 2010
- Un chef pour recevoir chez soi, Solar, 2010
- A partager ! , Solar, 2012
- Le must de la bonne cuisine, Solar, 2013
- Un chef dans ma cuisine – soupe, Solar, 2013
- Un chef dans ma cuisine – œufs, 2013
- Un chef dans ma cuisine – apéros, 2013
- Un chef dans ma cuisine – clafoutis, 2013
- Un chef dans ma cuisine – pomme de terre, Solar, 2014
- Lazare, Solar, 2014
- Éric Frechon, Solar, 2016
- Ma cuisine pour les tout-petits, Solar, 2018